# The Be Five — Trying to Forget
Trying to Forget — альбом музыкального коллектива The Be Five (специально собранного для записи квинтета из пяти актёров сериала «Вавилон-5»). Продюсером альбома выступили один из актёров сериала — Билл Муми, а также Фрэнк Вольф.

## Характеристика
Движущей силой записи альбома был Билл Муми (исполнитель роли второго плана Ленньера) — профессиональный музыкант (группы «The Jenerators», «Barnes & Barnes»), номинант премии «Эмми» за оригинальную музыку в «Приключениях в стране чудес» (1991).
Был записан после завершения сериала несколькими его актёрами, запись заняла всего девять дней.
Вышел в 1998 году ограниченным тиражом в 2500 копий и был доступен только на конвенциях. Затем в середине июля 1999 года он был выпущен в широкую продажу, и к нему был добавлен буклет в 12 страниц. В 2012 году был переиздан в коллекционном издании (Remastered) c 8-страничным буклетом, с добавлением двух новых песен, один из них был посвящён умершим коллегам, в том числе умершему члену этого квинтета Андреасу Кацуласу.
Альбом, записанный после завершения сериала, является своего рода переосмыслением актёрами периода съёмок и популярности проекта, психотерапевтической переработкой ими этого опыта, а также ностальгическим прощанием и обращением к фанатам. Так, в первой песне они поют: «скажи мне, как забыть о любви… Я знаю, что все закончилось, но ты единственная вещь, о которой я могу думать». А последний трек, названный «It’s Just A TV Show», содержит строки «Пожалуйста, скажи мне, что ты в курсе — это всего лишь тв-шоу… Это просто работа, которую мы делаем… Это всего лишь грим на моем лице. На самом деле я не прибыл из космоса. Ты можешь переключить канал, если тебе не нравится».

## Создатели
Группа была собрана только для записи этого альбома и больше не записывалась. На обложке альбома в списке треков напечатаны только имена, без фамилий.
Две песни (первая и последняя) записаны впятером, также каждый из них исполнил по две самостоятельные песни.
Вокал:
- Клаудия Кристиан
- Мира Фурлан
- Питер Юрасик
- Андреас Катсулас
- Билл Муми
- (Патриша Толлман исполнила бэк-вокал в двух треках)

Музыканты:
- Билл Муми — гитара
- Люкатер, Стив — гитары (треки 2, 6, 11, 12)
- Грег «Харпо» Хильфман — клавишные
- Дженнифер Кондо — бас
- Кристофер Росс — барабаны, перкуссия
- Джордж Энглунд — саксофон

Песни, по большей части, написаны одним Биллом Муми, за исключением нескольких в соавторстве.

## Треки
|    | Название                          | Исполнитель | Время | Автор                      |
| -- | --------------------------------- | ----------- | ----- | -------------------------- |
| 1  | Tell Me How                       | Группа      | 5:14  | Билл Муми и Гарри Стокдейл |
| 2  | If You Want Candy                 | Клаудия     | 3:17  | Билл Муми                  |
| 3  | When You Were By My Side          | Питер       | 3:48  | Билл Муми                  |
| 4  | I Don’t Know Who You Are          | Мира        | 3:24  | Билл Муми и Мира Фурлан    |
| 5  | High On The Strength Of Your Love | Билл        | 4:05  | Билл Муми                  |
| 6  | How Was I To Know                 | Андреас     | 4:54  | Билл Муми                  |
| 7  | Lovely In Loveland                | Клаудиа     | 4:23  | Билл Муми и Роберт Халмер  |
| 8  | The Touch Of Your Hand            | Мира        | 3:15  | Билл Муми                  |
| 9  | Might Be You                      | Билл        | 4:54  | Билл Муми                  |
| 10 | Can’t Imagine Blues               | Андреас     | 3:09  | Билл Муми                  |
| 11 | Put It On Down                    | Питер       | 4:01  | Билл Муми и Питер Юрасик   |
| 12 | It’s Just A TV Show               | Группа      | 4:27  | Билл Муми                  |

При переиздании были добавлены два новых трека:
- «My Brother’s Moved On» (посвящён памяти Андреаса Кацуласа, Ричарда Биггса, Джеффа Конэуэя, Майкла О’Хара и Тима Чоата)
- «Last Train»